# Бахрах, Александр Васильевич
Александр Васильевич Бахрах (1902, Киев, Российская империя — 23 ноября 1985, Париж, Франция) — писатель и литературовед.

## Биография
Родился в Киеве, однако семья вскоре переехала в Петербург. Учился в частной гимназии Мая. Осенью 1918 года снова отправился в Киев вместе с семьей. В мае 1920 Бахрахи покинули Россию. Непродолжительное время они провели в Варшаве, затем обосновались в Париже.
Два года Бахрах учился в Сорбонне, в 1922 посещал Берлин, где познакомился с писателями-эмигрантами из России. С конца 1923 года он снова в Париже.
Первая рецензия Бахраха была опубликована в берлинской газете «Дни». Молодой человек сделался секретарем «Клуба писателей». Юрий Иваск назвал свою статью о нём «Благожелательный Бахрах». Поэт Марина Цветаева посвятила Александру Васильевичу несколько стихотворений из цикла «Час души». Когда она уехала в Прагу, между Цветаевой и Бахрахом велась переписка, существенная часть которой впоследствии была опубликована литературоведом. Литературный интерес представляет и его переписка с Георгием Адамовичем.
С началом Второй мировой войны был призван в армию, после поражения Франции в 1940 году нашел убежище у Ивана Бунина на вилле «Жаннет» близ Граса, где скрывался до 1944 года.
Затем два десятилетия работал на радио «Свобода». Свои записки о литературе и литераторах публиковал в газетах и журналах, часть была издана в виде книги. Публикации сочинений Бахраха продолжались даже после его смерти.
Скончался в Париже в 1985 году, похоронен в Хельсинки, Финляндия.